# 四万十川ウルトラマラソン
四万十川ウルトラマラソン（しまんとがわウルトラマラソン）とは毎年10月中下旬に四万十川流域で開催されるマラソン大会である。2023年時点で29回を数える。

## 概要
フルマラソンよりも長い、ウルトラマラソンと呼ばれる100kmマラソンの部と60kmマラソンの部が併設されている。
高知県四万十市と高知県高岡郡四万十町にまたがるコースで、毎年10月中、下旬の日曜日に開催される。コースの特徴は、四万十川の景色を堪能でき、名物の沈下橋を渡ることである。
参加費の一部が四万十川の清流保全のために寄付される。2023年の参加応募は46都道府県から両コース合計1963人から寄せられ、参加者は合計1530人だった。
また休止を挟んで再開した記念に、土佐くろしお鉄道は2023年10月15日、宿毛駅（3:40発）–中村駅（4:05着）間に臨時列車を運行し片道の運賃を無料とした。

## 競技種目
定員、完走者は2023年時点の数値
- 100kmの部　定員1600人[6]、完走者1073人[2]
- 60kmの部　定員500人[6]、同60キロ457人[2]

## 制限時間
18回大会
- 【100kmの部】14時間[4]、男子走者の1位は6時間52分28秒でゴール[1]
- 【60kmの部】9時間30分[4]
- 一定の距離ごとに関門があり、所定の時刻までに到達しなければ、競技の中止が命じられる[4]。

## 主催
- 幡多地区陸上競技協会
- 四万十町
- 四万十市

## 後援
- NPO法人高知陸上競技協会
- 高知県
- 高知県教育委員会
- 国土交通省四国地方整備局中村河川国道事務所
- 四万十市教育委員会
- 四万十町教育委員会

## 協賛
- 幡多信用金庫
- 四国銀行
- 高知銀行
- 四国電力

## 協力
- 陸上自衛隊高知駐屯地
- 四万十市区長会
- 十和地区区長会連絡協議会
- 中村商工会議所
- 四万十町商工会